# 碧龙乡
碧龙乡，是中华人民共和国四川省南充市南部县曾经下辖的一个乡。2019年10月，撤销碧龙乡，将其所属行政区域划归铁佛塘镇管辖。

## 行政区划
碧龙乡撤销前下辖以下地区：
邓家嘴村、铁炉沟村、干柴垭村、五台山村、许家桥村、贾石桥村、高阳寺村、落宝店村、张家山村、袁家楼村、荃子山村、刘房嘴村、拦田沟村和大佛沟村。